# Untersuhl
Untersuhl is een dorp in de Duitse gemeente Gerstungen in het Wartburgkreis in Thüringen. De plaats, gelegen aan de Werra, wordt voor het eerst genoemd in 1226. De tot dan zelfstandige gemeente werd in 1960 bij Gerstungen gevoegd. 